# Герб Словенії
Герб Словенії являє собою синій щит з червоними краями і символічним зображенням гори Триглав. Під Триглавом намальовані дві хвилясті лінії, що означають Адріатичне море і річки. Над Триглавом знаходиться трикутник з трьох золотих шестикінечних зірок.
Герб зображається на прапорі Словенії.
Автор герба — Мазко Погачник.

## Історія

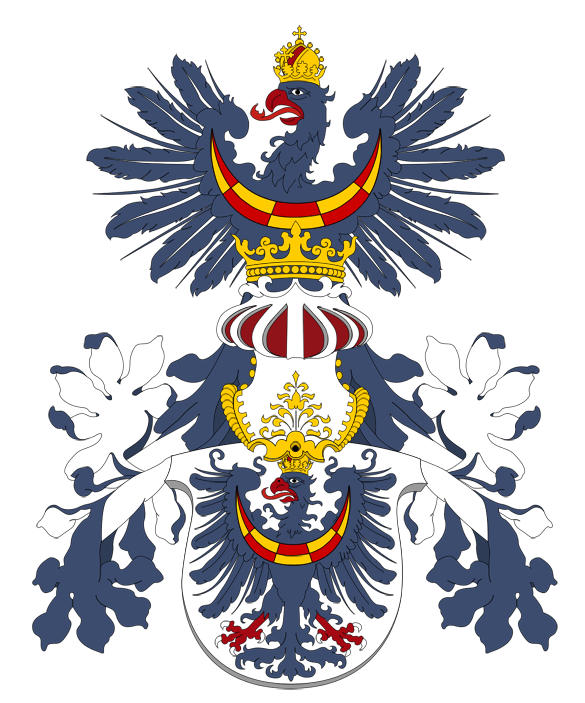
Герб Країни

Герб Соціалістичної республіки Словенія

Зображення Триглава і хвилястих ліній були і на гербі Соціалістичної республіки Словенія у складі Югославії. На відміну від герба сучасної незалежної Словенії він був обрамлений колосами пшениці і листям липи, перев'язаним червоною стрічкою. Зверху знаходилася червона зірка — символ комунізму.